# リュディア

リュディア
𐤮𐤱𐤠𐤭𐤣𐤠
Λυδία

リュディアの領土（紀元前6世紀中盤） 茶色の領域、もしくは赤線で区切られた領域を領土としていた

リュディア（リュディア語: 𐤮𐤱𐤠𐤭𐤣𐤠 Śfarda、古代ギリシア語: Λυδία Lȳdíā、英語: Lydia; リディア、紀元前7世紀 - 紀元前547年）は、アナトリア半島（現在のトルコ）のリュディア地方を中心に栄えた国家である。王都はサルディス。世界で初めて硬貨（コイン）を導入したことで知られる（エレクトロン貨）。

## 概要
紀元前7世紀にアナトリア高原で最も優勢となり、イラン高原のメディア王国と争った。紀元前560年に即位したクロイソスは、西にエーゲ海沿岸の古代ギリシアの植民都市を征服。紀元前548年、東の国境となっていたハリュス川（古代ギリシア語: Ἅλυς）を渡河して東アナトリアのカッパドキアに侵攻し、メディアを滅ぼしたばかりのキュロス2世率いるアケメネス朝ペルシアと戦った。紀元前547年、ペルシア軍はサルディスを占領してクロイソスを捕虜とした。これによりリュディアはペルシアの一属領となった。
地方としてのリュディアは、小アジアの西端に位置し、北はミュシア、南はカリア、東はフリギアに接する範囲である。

## 歴史

### シリア・ヒッタイト時代
紀元前1190年頃の前1200年のカタストロフにより、ヒッタイトが滅亡して南東アナトリアにシリア・ヒッタイト（紀元前1180年-紀元前700年頃）と呼ばれる国家群を形成した。これらの国家群の中からリュディアなどが台頭した。

### 初期の王朝交代
リュディアはホメーロスの詩には「メイオン人（マイオニア人）の地」として知られ、ヒュデ市を中心として興ったと伝えられる。ヒュデ市は首都サルディス（リュディア語: スファルト、アッシリア語: サバルダ）のアクロポリスの名前、あるいは旧市の別名と言われる。リュディアの興起は、東隣の大国フリギアと西のギリシア世界との間に位置するという交易上の優位性と、領内で金が産した事が大きな要因であった。ヘロドトスの記録によれば、リュディアではまずアテュスの子リュドスから始まるアティス朝があり、「リュディア」と言う国名はこのリュドスに由来し、それ以前のリュディア人はマイオニア人と呼ばれていたという。
その後神意によってヘラクレスと奴隷女を祖とするという一族（以下、ヘラクレス家）のアグロンがサルディスの王となり、以後22代、505年間にわたりヘラクレス朝がリュディアを統治した。

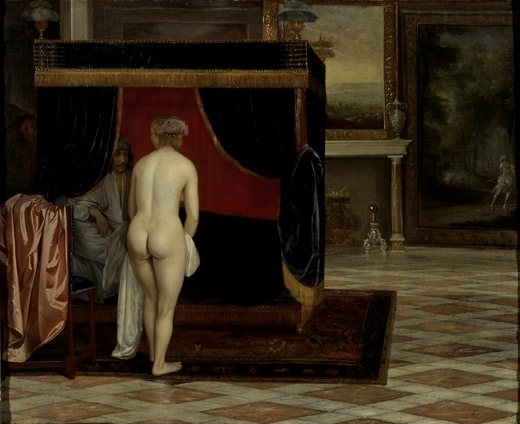
「カンダウレスの妻の裸体を盗み見するギュゲス」、オランダの画家エグロン・ファン・デル・ネールによる作品

このヘラクレス家の最後の王であるカンダウレスは、自分の妻をあらゆる女の中で最も美しいと信じており、それを他人に自慢しようとした。そしてメルムナス家のダスキュロスの子ギュゲスに妻の自慢をしたが、ギュゲスが信じようとしないように見えたので、妻の寝所に忍びこんでその裸体を見るようギュゲスに強要した。ギュゲスは拒否しきれず指示通り覗き見を行ったが、寝所から出るところを妻に見つかってしまった。妻はギュゲスの覗き見が夫であるカンダウレスの指示によるものである事を察し、夫への復讐を誓った。そして妻はギュゲスを呼び出し、カンダウレスを暗殺して自分とともにリュディアを支配することを指示した。ギュゲスは躊躇したが、妻は彼に対して覗き見を行った罪を問われて死ぬか、自分とともに国を支配するかと脅した。そのためギュゲスはカンダウレス暗殺を実行し、カンダウレスの妻を自らの妃としてリュディアの王となった。この時、ギュゲースの指輪を手に入れて成功したとする話もある。
カンダウレスの殺害とギュゲスによる簒奪が周囲に知れるとリュディア人達はこれに反対して武装蜂起を行ったが、ギュゲスは神託が自分の王位を認めたならばギュゲスがリュディア王となること、そうでない時は王位をヘラクレス家に返還することを提案して武装蜂起側と合意した。そして神託の結果ギュゲスの王位が認められたのでギュゲスの一族に王位が移ったという。これをメルムナス朝と呼ぶ。
以上がヘロドトスが『歴史』の冒頭に乗せている初期のリュディアの歴史である。極めて伝説的であるが、初期リュディアについての殆ど唯一のまとまった記録であるため、必ず参照されるものである。

### キンメリア人の侵入と撃退
ヘロドトスによればギュゲス王は、フリギアのミダス王以後デルフォイに奉納した最初の外国人であり、38年間の治世の間にミレトスなどイオニアのギリシア人都市を攻撃したが、他に特筆すべき業績は無いとして記述を終えている。
このギュゲス王は、アケメネス朝の王キュロス2世が新アッシリア帝国の王アッシュルバニパルの事跡などを記して残した年代記、『キュロスの円筒印章』にも登場することから実在が確実視されている。それよればアッシュルバニパルの治世第3年目（前666年頃？）にルッディ王グッグ（即ちリュディア王ギュゲス）から使者があり、彼の王国にギミライ（キンメリア人）の侵入があったことを伝えてきた。アッシリアの支援によってギュゲスがキンメリア人に勝ち、捕らえたキンメリア人の族長2名を貢物とともにアッシリアに送った。
しかしギュゲスはこの勝利によって自信を持ちアッシリアへの貢納を打ち切ったばかりか、アッシリアと敵対していたエジプト第26王朝のプシャミルキ（プサメティコス1世）と同盟を結んだので、アッシュールバニパルは逆にキンメリア人と同盟を結んでリュディアを征服させた。そして敗死したギュゲスの子が王位を継承すると、彼は父親の「悪事」を謝罪して再びアッシリアに跪いて服従を誓った。
以上がアッシリアのリュディアに関する記録である。このキンメリア人によるリュディア征服はヘロドトスの記録にも記述があり、彼はギュゲスの子アルデュスの時代にアクロポリスを除いてサルディス市全域がキンメリア人に占領されたと伝えている。ただしアッシリアとの同盟については言及が無く、キンメリア人の侵入はスキタイによってキンメリア人が元の土地を追われたためであるとしている。この時代のアナトリアにおけるキンメリア人の移動はかなり大規模なもので、同時期にウラルトゥ王国やフリギアもその攻撃に晒されており、ウラルトゥは滅亡、フリギアも首都ゴルディオンを破壊され、エフェソスやマグネシア等の都市や、シリア地方などでも侵略が行われた記録がある。
アルデュスの後、その子サデュアッテスが王位を継いだ。サデュアッテスはその治世の間にキンメリア人を駆逐し、スミルナを占領するなどして勢力を拡張した。またコリントスの僭主ペリアンドロスの助力を得たトラシュブロスのもとで独立する動きをみせたミレトスへも攻撃を行っており、その12年間の戦争中に行われたリメネイオンの戦いとマイアンドロス河畔の戦いによってミレトス人に大損害を与えたと伝えられる。

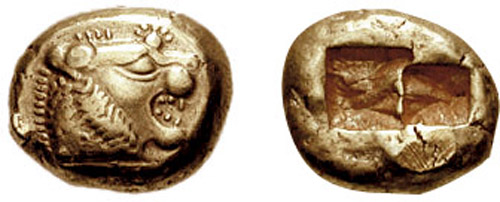
世界最古のリュディア貨幣（紀元前6世紀頃）

サデュアッテスの後、その子アリュアッテスが王位を継いだ。東方からは新バビロニアと共同でアッシリアを滅ぼしたメディア王国がその余勢を駆ってリュディアに侵入したが、戦闘中に発生した日食（紀元前585年5月28日）に両軍が恐れおののいたため、ハリュス川（現在のクズルウルマク川）を国境とする合意を結んで休戦した（日食の戦い）。この日食は、ヘロドトスによればタレスによって予測されていたと言われる。アリュアッテスの治世の初期に、世界史上初めてのリュディア貨幣が登場した。発見された貨幣は、いずれも強くギリシアの影響が見られるもので、最初期段階の貨幣については発見されていない。

### アケメネス朝の支配

紀元前600年頃のオリエント

アリュアッテスの跡を継いだのがクロイソスであった。彼は様々な理由をつけてエーゲ海東岸のギリシア人都市を攻撃してほぼ全域を征服した。これによってリュキアを除くアナトリア半島西部の殆どの地域がリュディアの支配下に入る事になった。
クロイソスはイオニア人をはじめ、各地のギリシア都市国家と密接に関わったらしく、エーゲ海島嶼部のギリシア人都市との艦隊建造に関わる交渉や、アテナイ人ソロンとの対話、フリギア王家の末裔というアドラストスとの交流、クロイソスによるデルフォイへの奉納など多岐にわたる説話がヘロドトスによって伝えられている。
クロイソスの時代、リュディアは軍事的にも経済的にも富強を極めたが、アケメネス朝のキュロス2世が東方でメディア王国を滅ぼすとクロイソスはこれに憤り、新バビロニアのナボニドゥスやエジプト第26王朝のイアフメス2世、スパルタ等と同盟を結んでアケメネス朝の支配するカッパドキアに侵攻した。
クロイソスの攻撃を知ったキュロス2世もエクバタナから軍を進め、前548年5月に両軍はプテリアの戦いで最初の戦闘を行った。この戦いで両軍とも多大な損害を出したが勝敗が付かず、日没とともに引き上げた。翌日に戦闘が行われなかったため、クロイソスはサルディスまで引き上げると、今年中の戦闘は無い事を予想して一旦傭兵を解散した。そしてエジプト、新バビロニア、スパルタに来援を要請し、翌年に再度の攻勢をかける計画を立てた。
しかしキュロス2世はクロイソスの意表をついて紀元前548年冬のうちに進軍すると、サルディスに到達した。予想外の攻撃を受けたクロイソスであったが、手元に残っていたリュディア兵と、エジプトから借りた重装歩兵を中心とする軍を率いて迎撃に向かい、サルディス近郊のテュンブラ平原で両軍の戦闘が行われた（テュンブラの戦い）。ペルシア軍はリュディアの騎兵に対してラクダ騎兵を持ってあたり、リュディア騎兵の馬はラクダの臭いを嫌って逃走してしまったという。それでもリュディア兵やエジプト兵は勇敢に戦ったと伝えられるが、結局敗れてサルディス城内へ逃げ込んだ。
サルディスはペルシア軍に包囲され（サルディス攻囲戦）、激しい戦闘の後に陥落した。クロイソスはペルシア軍によって捕らえられ、ここにリュディアは滅亡してその領土はアケメネス朝の属領となり、首都サルディスはその後アナトリアにおけるアケメネス朝の最大の拠点となった。

## 記録
リュディアに関する主要な記録はヘロドトスの『歴史』であり、それには伝説的な王朝の交替やリュディア王のギュゲスに纏わる言い伝えが記録されている。他にホメーロスの叙事詩や、幾つかの古代ギリシアの記録の中にリュディアに関わる情報が残されている。19世紀以降、近代的な発掘調査が行われるようになると、リュディアの繁栄を裏付ける数々の発掘品が発見されたことによって史料は増大している。
ただし、リュディアに関する考古学的調査はアメリカのプリンストン大学発掘調査隊が主導した首都サルディスの調査を除けばあまり目ぼしい結果は得られておらず、サルディス遺跡における発見もローマ時代の物は豊富であるが、リュディア時代の物は数量的に限られ、歴史記録の類もあまり発見されていない。
その他国外における貴重な史料としてはアッシリア人が残した楔形文字文書の中にリュディアに関わる外交記録が含まれるものがあり、同時代史料として極めて貴重である。特に伝説的な王ギュゲスはアッシュールバニパル王の残した年代記にルッディ王グッグとして登場することから実在が確実となった。

## 歴代王

### アテュス朝
- アテュス（英語版） - マネスの子
- リュドス（英語版）
- トモーロス
- オムパレー
- タンタロス

### ヘラクレス朝
- アグロン（英語版）
- （名不詳の17人の王）
- アルデュス1世（英語版）
- アリュアッテス1世（英語版）
- メレス（英語版）
- カンダウレス

### メルムナス朝
- ギュゲス（英語版）（ルッディ王グッグ）（在位：紀元前716/1年 - 紀元前678年）
- アルデュス（在位：紀元前678年 - 紀元前629年）
- サデュアッテス（在位：紀元前629年 - 紀元前617年）
- アリュアッテス（在位：紀元前619年 - 紀元前560年）
- クロイソス（在位：紀元前560年 - 紀元前547年）